# 福田哲也 (建築家)
福田 哲也（ふくだ てつや、1973年 - ）は、日本の建築家。 福田哲也建築設計事務所を主宰。兵庫県生まれ。

## 略歴
1996年、大阪工業大学工学部建築学科卒業。 1996年、遠藤秀平建築研究所。 1999年、一級建築士事務所開設。 2000年、福田哲也建築設計事務所設立。 現在、武庫川女子大学・大阪工業大学非常勤講師。
2005年「阪神地区の保育園設計コンペ」一等。 2006年「E・家・くらし住まいの設計コンテスト」若手建築家賞。 2006年「イソバンドデザインコンテスト」特別賞。 2008年「E・家・くらし住まいの設計コンテスト」入賞。 2011年M-HOUSE(みんなの家)で「第4回　木質建築空間デザインコンテスト」住宅部門賞。 2011年「住まいの環境デザイン・アワード2012」 大阪ガス賞。代表作にnicorire、千里中央の家、Mt-HOUSEなど。